# Both Sides, Now
"Both Sides, Now" is een nummer van de Canadese singer-songwriter Joni Mitchell. Het nummer verscheen als de laatste track op haar tweede studioalbum Clouds uit 1969.

## Achtergrond
'Both Sides, Now' is geschreven door Mitchell zelf en is een van haar bekendste nummers. Ze zou het geschreven hebben in maart 1967, naar aanleiding van een passage uit het boek Henderson the Rain King van Saul Bellow uit 1959. Ze vertelde hierover: "Ik las Saul Bellow's Henderson the Rain King in een vliegtuig en vroeg in het boek is Henderson ook in een vliegtuig. Hij is onderweg naar Afrika en hij kijkt naar beneden en hij ziet wolken. Ik legde het boek weg, keek uit het raam en zag ook wolken, en ik begon het nummer meteen te schrijven. Ik had geen idee dat het nummer zo populair zou worden als het is." Echter, het nummer verscheen al op het livealbum Joni Mitchell: Live at the Second Fret 1966, uitgebracht in 2014, wat zou betekenen dat het nummer eerder is geschreven.
De eerste zangeres die 'Both Sides, Now' opnam in de studio was Judy Collins, die het uitbracht op haar album Wildflowers uit 1967. In oktober 1968 bracht ze deze versie uit als single, die in de Verenigde Staten de achtste plaats behaalde en in Canada een nummer 6-hit werd. In 1969 ontving deze versie een Grammy Award in de categorie Best Folk Performance. Mitchell vond de versie van Collins niet goed, ondanks de publiciteit die het voor haar eigen carrière opleverde. Ze nam het zelf op voor haar album Clouds, dat later in 1969 verscheen, maar bracht de originele versie nooit uit als single. Wel zette het tijdschrift Rolling Stone haar versie op de 171e plaats in hun lijst The 500 Greatest Songs of All Time.
In 2000 nam Mitchell 'Both Sides, Now' opnieuw op in een orkestrale versie voor haar album Both Sides Now. Voor deze versie kreeg arrangeur Vince Mendoza in 2001 een Grammy Award in de categorie Best Instrumental Arrangement Accompanying Vocalist(s). Deze versie van het nummer werd gebruikt in de film Love Actually in 2003. Ook werd het gespeeld tijdens de openingsceremonie van de Olympische Winterspelen 2010.
'Both Sides, Now' is gecoverd door vele artiesten. Pete Seeger voegde met toestemming van Mitchell een vierde couplet toe aan zijn versie van het nummer. Hitgenoteerde covers zijn afkomstig van Dion, die de 91e plaats in de Verenigde Staten behaalde, en de Arubaanse zanger Euson, die in 1971 respectievelijk de zevende en zesde plaats behaalde in de Top 40 en de Hilversum 3 Top 30. Andere artiesten die het nummer hebben gecoverd, zijn onder anderen Tori Amos, Paul Anka, Tina Arena, Michael Ball, Sara Bareilles, John Barrowman, Cilla Black, Susan Boyle, Glen Campbell, Melanie Chisholm, Clannad met Paul Young, Bing Crosby, Sharon Cuneta, Doris Day, Dexys, Neil Diamond, Lara Fabian, Órla Fallon, Rie Fu, Davey Graham, Herbie Hancock, Håkan Hellström, Hole, Engelbert Humperdinck, Carly Rae Jepsen, Ronan Keating, Marie Laforêt, Cleo Laine, Claudine Longet, Pat Martino, Hugh Masekela, Idina Menzel, Nana Mouskouri, Anne Murray, Jim Nabors, Willie Nelson, Leonard Nimoy, Oliver, The Osmonds, Dolly Parton, Dianne Reeves, Jimmie Rodgers, Dave Van Ronk, Frank Sinatra, Gábor Szabó, The Tallest Man on Earth, The Tokens, Roch Voisine, Hayley Westenra, Roger Whittaker, Andy Williams, Viola Wills, Dana Winner Years & Years en Mary Hopkin.

## Hitnoteringen

### Joni Mitchell

#### NPO Radio 2 Top 2000
| Nummer met noteringen in de NPO Radio 2 Top 2000 | '16  | '17  | '18  | '19 | '20  | '21  | '22  | '23 | '24 |
| ------------------------------------------------ | ---- | ---- | ---- | --- | ---- | ---- | ---- | --- | --- |
| Both Sides Now (Joni Mitchell)                   | 1412 | 1215 | 1096 | 842 | 1151 | 1193 | 1028 | 889 | 827 |

1. ↑  Een vetgedrukt getal geeft de hoogste notering aan.
2. ↑  2016 was het eerste jaar met een notering voor dit nummer.

### Euson

#### Nederlandse Top 40
| Hitnotering: 02-01-1971 t/m 20-02-1971 | Hitnotering: 02-01-1971 t/m 20-02-1971 | Hitnotering: 02-01-1971 t/m 20-02-1971 | Hitnotering: 02-01-1971 t/m 20-02-1971 | Hitnotering: 02-01-1971 t/m 20-02-1971 | Hitnotering: 02-01-1971 t/m 20-02-1971 | Hitnotering: 02-01-1971 t/m 20-02-1971 | Hitnotering: 02-01-1971 t/m 20-02-1971 | Hitnotering: 02-01-1971 t/m 20-02-1971 | Hitnotering: 02-01-1971 t/m 20-02-1971 |
| Week                                   | 1                                      | 2                                      | 3                                      | 4                                      | 5                                      | 6                                      | 7                                      | 8                                      |                                        |
| -------------------------------------- | -------------------------------------- | -------------------------------------- | -------------------------------------- | -------------------------------------- | -------------------------------------- | -------------------------------------- | -------------------------------------- | -------------------------------------- | -------------------------------------- |
| Positie                                | 24                                     | 12                                     | 7                                      | 7                                      | 9                                      | 13                                     | 18                                     | 29                                     | uit                                    |

#### Hilversum 3 Top 30
| Hitnotering: 02-01-1971 t/m 20-02-1971 | Hitnotering: 02-01-1971 t/m 20-02-1971 | Hitnotering: 02-01-1971 t/m 20-02-1971 | Hitnotering: 02-01-1971 t/m 20-02-1971 | Hitnotering: 02-01-1971 t/m 20-02-1971 | Hitnotering: 02-01-1971 t/m 20-02-1971 | Hitnotering: 02-01-1971 t/m 20-02-1971 | Hitnotering: 02-01-1971 t/m 20-02-1971 | Hitnotering: 02-01-1971 t/m 20-02-1971 | Hitnotering: 02-01-1971 t/m 20-02-1971 |
| Week                                   | 1                                      | 2                                      | 3                                      | 4                                      | 5                                      | 6                                      | 7                                      | 8                                      |                                        |
| -------------------------------------- | -------------------------------------- | -------------------------------------- | -------------------------------------- | -------------------------------------- | -------------------------------------- | -------------------------------------- | -------------------------------------- | -------------------------------------- | -------------------------------------- |
| Positie                                | 24                                     | 16                                     | 6                                      | 6                                      | 8                                      | 14                                     | 20                                     | 26                                     | uit                                    |

#### NPO Radio 2 Top 2000
| Nummer met noteringen in de NPO Radio 2 Top 2000 | '99  | '00 | '01  | '02  | '03  | '04  | '05 | '06  | '07  | '08  |
| ------------------------------------------------ | ---- | --- | ---- | ---- | ---- | ---- | --- | ---- | ---- | ---- |
| Both Sides, Now (Euson)                          | 1435 | -   | 1535 | 1824 | 1994 | 1729 | -   | 1981 | 1913 | 1885 |

1. ↑  Een '-' betekent dat het nummer niet was genoteerd en een vetgedrukt getal geeft de hoogste notering aan.
2. ↑  Deze tabel is bijgewerkt tot en met de laatste editie (2024).